# Інститут Кюрі (Париж)

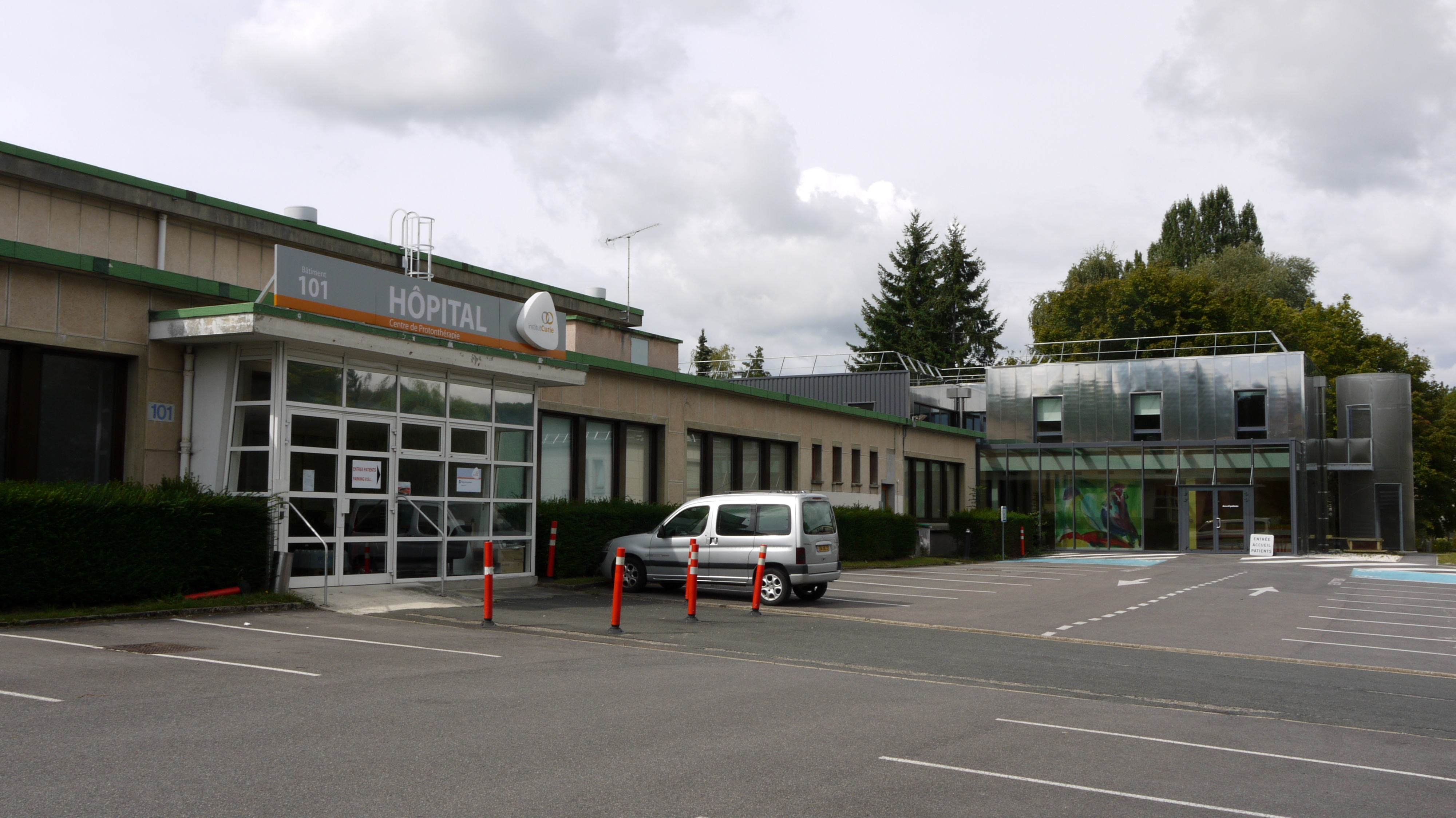
Центр протонної терапії

Інститут Кюрі — це один з провідних медичних, біологічних та біофізичних дослідницьких центрів у світі. Це приватна неприбуткова фундація, що здійснює діяльність центру досліджень з біофізики, клітинної біології та онкології, та лікарні, що спеціалізується на лікуванні раку. Розташований в Парижі (Франція).

## Дослідження
Станом на сьогодні інститут керує кількома дослідницькими підрозділами спільно з національними дослідницькими інституціями — Національним центром наукових досліджень (CNRS) та Французьким національним інститутом здоров'я та медичних досліджень (INSERM). У штаті інституту є кількасот працівників. Інститут Кюрі не видає дипломи бакалавра, проте присвоює ступені PhD та наймає багато студентів з післядипломною освітою поряд зі своїми постійними працівниками.

## Лікарня
Інститут Кюрі також має лікарню, що спеціалізується на раку. Крім цього, він ще здійснює діяльність центру протонної терапії в Орсе (Франція), одному з небагатьох закладів такого типу у світі.

## Історія
Інститут радію, велетенська лабораторія для Марії Кюрі, було засновано у 1909 році Паризьким університетом та Інститутом Пастера. Інститут радію мав дві секції. Лабораторія Кюрі, під керівництвом Марії Кюрі, була присвячена фізичним та хімічним дослідженням. Лабораторія Пастера, під керівництвом доктора Клаудіуса Реґо, вивчала біологічний та медичний впливи радіоактивності. Після отримання у 1903 році спільної зі своїм чоловіком П'єром Нобелівської премії, Марія Кюрі отримала другу Нобелівську премію з хімії у 1911 році. Протягом першої світової Марія Кюрі використовувала лабораторію, щоб навчати медсестер рентгенології.
У 1920 році Марія Кюрі та Клаудіус Реґо заснували фундацію Кюрі — громадську інституцію. Метою фундації було фінансування діяльності Інституту радію та вклад у розвиток його терапевтичної складової. Першу лікарню відкрили у 1922 році. В ній доктор Реґо зі своєю командою розвивали інноваційне лікування раку, що полягало в поєднанні хірургії та променевої терапії. Фундація Кюрі стала моделлю для центрів раку по всьому світу. Лабораторія Кюрі продовжила відігравати важливу роль у фізичних та хімічних дослідженнях. У 1934 році донька Марії Кюрі Ірен та її зять Фредерік Жоліо-Кюрі відкрили наведену радіоактивність. У 1935 році це відзначили Нобелівською премією з хімії. Інститут радію та фундація Кюрі об'єдналися у 1970 році та стали інститутом Кюрі. Цей інститут має три місії: дослідження, навчання та лікування раку.

## Нобелівські лауреати
Серед дослідників інституту є п'ять лауреатів Нобелівської премії.
- Марія Кюрі, фізика, 1903
- Марія Кюрі, хімія, 1911
- П'єр Кюрі, фізика, 1903
- Ірен та Фредерік Жоліо-Кюрі, хімія, 1935
- П'єр Жиль де Жен, фізика, 1991

## Відомі випускники
- Марія Кюрі
- Ірен Жоліо-Кюрі
- Фредерік Жоліо-Кюрі
- П'єр Жиль де Жен
- Стефанія Марацінеану